# Ascalorphne macrocerca
Ascalorphne macrocerca är en insektsart som först beskrevs av Hermann Burmeister 1839.  Ascalorphne macrocerca ingår i släktet Ascalorphne och familjen fjärilsländor. Inga underarter finns listade i Catalogue of Life.